# Thorectidae
Thorectidae é uma família de esponjas marinhas da ordem Dictyoceratida.

## Gêneros
Subfamília Phyllospongiinae Keller, 1889
- Candidaspongia Bergquist, Sorokin e Karuso, 1999
- Carteriospongia Hyatt, 1877
- Lendenfeldia Bergquist, 1980
- Phyllospongia Ehlers, 1870
- Strepsichordaia Bergquist, Ayling e Wilkinson, 1988

Subfamília Thorectinae Bergquist, 1978
- Aplysinopsis Lendenfeld, 1888
- Cacospongia Schmidt, 1862
- Collospongia Bergquist, Cambie e Kernan, 1990
- Dactylospongia Bergquist, 1965
- Fascaplysinopsis Bergquist, 1980
- Fasciospongia Burton, 1934
- Fenestraspongia Bergquist, 1980
- Hyrtios Duchassaing e Michelotti, 1864
- Luffariella Thiele, 1899
- Narrabeena Cook e Bergquist, 2002
- Petrosaspongia Bergquist, 1995
- Scalarispongia Cook e Bergquist, 2000
- Semitaspongia Cook e Bergquist, 2000
- Smenospongia Wiedenmayer, 1977
- Taonura Carter, 1882
- Thorecta Lendenfeld, 1888
- Thorectandra Lendenfeld, 1889
- Thorectaxia Pulitzer-Finali e Pronzato, 1999